# Turneja
Turneja é um filme de drama sérvio de 2008 dirigido e escrito por Goran Marković. Foi selecionado como representante da Sérvia à edição do Oscar 2009, organizada pela Academia de Artes e Ciências Cinematográficas.

## Elenco
- Tihomir Stanić - Stanislav
- Jelena Đokić - Jadranka
- Dragan Nikolić - Miško
- Mira Furlan - Sonja
- Josif Tatić - Zaki
- Gordan Kičić - Lale
- Slavko Štimac - Djuro
- Vojislav Brajović - Ljubić